# Fraunhofer-Informationszentrum Raum und Bau
Das Fraunhofer-Informationszentrum Raum und Bau (Fraunhofer IRB) mit Sitz in Stuttgart ist eines der 76 Institute der Fraunhofer-Gesellschaft. Es erschließt Informationen zu den Fachgebieten Architektur, Bauingenieurwesen, Bauplanung, Baurecht, Bauwirtschaft, Raumordnung, Städtebau und Wohnungswesen. Zugehörig ist der Fraunhofer IRB Verlag, der Publikationen aus den Bereichen Bauen im Bestand, Bautechnik, Bausanierung, Bauphysik und Bauforschung sowie Themen aus der Stadt- und Raumplanung publiziert. Das Fraunhofer IRB bearbeitet ferner individuelle Anfragen zum Planen und Bauen und führt Auftragsrecherchen oder Marktstudien durch.

## Geschichte
1941 wurde die Bautechnische Auskunftsstelle gegründet. Initiator war Otto Graf, Direktor des Instituts für Materialprüfung des Bauwesens an der Technischen Hochschule Stuttgart. 1960 übernahm die Fraunhofer-Gesellschaft die Zuständigkeit. Damit einher ging eine Umbenennung in Dokumentationsstelle für Bautechnik in der Fraunhofer-Gesellschaft. 1977 wurden die Fachbereiche Raumordnung, Städtebau, Wohnungswesen neu aufgenommen, um die Aufgabe des Wissenstransfers für alle Bereiche des Planens und Bauens auf eine Stelle zu konzentrieren. Im Rahmen des Informations- und Dokumentationsprogramms der Bundesregierung 1974–1977 wurden die verstreuten Dokumentationsaktivitäten aller Wissensbereiche gebündelt und neu strukturiert. In diesem Zusammenhang wurden die Dokumentationsstelle des Instituts für Wohnungs- und Planungswesen des Deutschen Verbandes für Wohnungswesen, Städtebau und Raumordnung in Köln und die Dokumentationsstelle für Bautechnik der Fraunhofer-Gesellschaft in Stuttgart zum Informationsverbundzentrum Raum und Bau (IRB) der Fraunhofer-Gesellschaft in Stuttgart zusammengeführt. Es kam zum Aufbau der ersten bibliografischen Datenbank (RSWB). Ab 1980 wurden die Datenbanken des Fraunhofer IRB über den Rechner des Fachinformationszentrums Energie, Physik, Mathematik (heute Fachinformationszentrum Karlsruhe) zur Online-Nutzung angeboten.
1982 wurde ein Baufachverlag als unselbstständige Abteilung des Fraunhofer IRB gegründet, der Fraunhofer IRB Verlag. Ziel war eine verbesserte Versorgung der Zielgruppen mit gedruckten Medien, wie Fachbücher und Forschungsberichte. 2001 wurde das Internetportal eröffnet, um alle relevanten Informationen aus dem Bausektor an einem Punkt zu bündeln. Anfangs getrennt nach Büchern und Datenbanken, vereint www.baufachinformation.de inzwischen unterschiedliche Fachinformationen zum Planen und Bauen, die aus den verschiedenen Datenbanken des Fraunhofer IRB sowie von zahlreichen externen Input-Partnern stammen. Somit sind hier sowohl kostenlose wie auch kostenpflichtige Informationen zu finden, dazu gehören Fachbücher sämtlicher Baufachverlage, Zeitschriften und elektronische Medien.
Das Portal des Fraunhofer IRB stellt die IRB-Datenbanken zur Online-Nutzung zur Verfügung, es werden aber auch Datenbanken anderer Anbieter in das Portal aufgenommen. Ab 2003 wurden verstärkt strategische Kooperationen mit wichtigen Verbänden und Fachinstitutionen des Planens und Bauens eingegangen. Diese erleichtern einerseits den spezifischen Zielgruppen den Zugang zu den Informationsprodukten und Dienstleistungen des Fraunhofer IRB und liefern andererseits Informationen aus ihren Fach- und Zuständigkeitsbereichen.
2004 wurde für das Institut eine Strategieplanung mit einem Planungshorizont bis 2009 erstellt. Dieser soll die zukünftige Ausrichtung der Geschäftsfelder und Kernkompetenz des Institutes dokumentieren. Jährliche Überarbeitungen bringen eine kontinuierliche Anpassung an interne und externe Entwicklungen. 2009 wurde nach einer grundlegenden Überarbeitung ein neuer Strategieplan für die Jahre 2009–2014 erarbeitet.
Es existiert eine Kooperation mit der Hochschule für Technik Stuttgart, u. a. mit dem Ziel, den Studierenden in allen Fächern des Bauwesens Zugang zu den Fachmedien und Informationskompetenz zu vermitteln.
2009 wurde der Fraunhofer Verlag gegründet, um die Wahrnehmung der Forschungsleistungen in der Öffentlichkeit zu stärken. Hier werden Bücher und Broschüren veröffentlicht, die aus der Arbeit der Fraunhofer-Institute und kooperierender Institutionen heraus entstanden sind. Dabei sind nahezu sämtliche Fachgebiete der Fraunhofer-Gesellschaft vertreten.

## Fachbibliothek Planen und Bauen
In der Spezialbibliothek wird Fachliteratur zu den Themen Architektur, Stadtplanung, Bauingenieurwesen, Denkmalpflege, Bauforschung, Bauplanung, Bauwirtschaft, Baurecht, Raumordnung sowie Nachhaltiges Bauen gesammelt. Die Fachbücher, Forschungsberichte, Hochschulschriften, Tagungsbände, Merkblätter und Normen werden formal erfasst und inhaltlich erschlossen. Ein Schwerpunkt liegt auf der Selektion und dem Nachweis von unselbständiger Literatur aus Fachzeitschriften. Recherchiert werden können sie in der Literaturdatenbank RSWBplus.
Mit etwa 4000 Regalmetern Literatur verfügt die Präsenzbibliothek über einen umfangreichen Bestand zum Thema Planen und Bauen.

## Datenbanken
Das Fraunhofer IRB produziert, pflegt und vertreibt die Datenbanken:
- SCHADIS® – Datenbank zu Bauschäden
- BZP® – Bauaufsichtliche Zulassungen und Prüfzeugnisse
- RSWB®plus – deutsch- und englischsprachige Literaturhinweis-Datenbank
- ICONDA®CIBlibrary –  internationale Volltext-Datenbank
- ICONDA®Bibliographic – internationale Literaturhinweis-Datenbank

## Fraunhofer-interne Leistungen
Im Fraunhofer Verlag publizieren ausschließlich Institute und Autoren der Fraunhofer-Gesellschaft. Das Verlagsprogramm umfasst überwiegend forschungsbezogene Veröffentlichungen, Studien, Tagungsbände und Dissertationen. Publikationen und Patente, die im Rahmen der Forschungstätigkeit bei Fraunhofer entstehen, sind in der bibliografischen Datenbank Fraunhofer-Publica zu finden. Sie wird im Fraunhofer IRB produziert und gepflegt.
Wissenschaftler und Autoren bei Fraunhofer erhalten Unterstützung und Support in allen Fragen des Publizierens durch das Fraunhofer-Online-Team. Der Volltextserver Fraunhofer-ePrints stellt elektronisch verfügbare Veröffentlichungen bereit.
Die Fraunhofer-Gesellschaft hat sich mit der Unterzeichnung der Berliner Erklärung verpflichtet, publizierte Forschungsergebnisse im Internet frei zugänglich zu machen. Deshalb wird eine Publikation im Fraunhofer-Verlag parallel zur gedruckten Version als Fraunhofer-ePrint in das Open-Access-Repository der Fraunhofer-Gesellschaft eingestellt. Durch diese hybride Veröffentlichungsweise wird die beste Rezeption der Forschungsergebnisse erzielt.

## Kooperationen
Mit wichtigen Verbänden und Fachinstitutionen des Planens und Bauens werden strategische Kooperationen eingegangen. Diese erleichtern einerseits den spezifischen Zielgruppen den Zugang zu den Informationsprodukten und Dienstleistungen des Fraunhofer IRB und liefern anderseits Informationen aus ihren Fach- und Zuständigkeitsbereichen. Durch seine Mitgliedschaft in der Fraunhofer-Allianz Bau trägt das Fraunhofer IRB zum Transfer von Forschungsergebnissen in die Fachöffentlichkeit bei. Eingebunden in die Forschungsinitiative Zukunft Bau des Bundesministeriums für Verkehr, Bau- und Stadtentwicklung, arbeitet das Fraunhofer IRB stets nah an aktuellen Forschungsthemen.

## Infrastruktur
Das Institut beschäftigt 110 Personen. Es ist möglich, sich im Fraunhofer IRB zum Fachangestellten für Medien- und Informationsdienste, Fachrichtung Information und Dokumentation, ausbilden zu lassen.